# Liste der Wegekreuze und Bildstöcke im Bonner Ortsteil Schwarzrheindorf/Vilich-Rheindorf
Die folgende Liste enthält die Wege-, Grabkreuze und Bildstöcke, die auf dem Gebiet des Bonner Ortsteils Schwarzrheindorf/Vilich-Rheindorf im Stadtbezirk Beuel nachgewiesen sind.
| Bild           | Bezeichnung      | Lage                                      | Beschreibung | Inschrift | Bauzeit | Denkmalnummer |
| -------------- | ---------------- | ----------------------------------------- | --- | --- | ------- | ------------- |
| weitere Bilder | Schildgens-Kreuz | Bergheimer Straße/Im Gensem Karte         | Das Wegekreuz aus dem Jahre 1716 befindet sich heute an einem Feldweg (Gensemer Gasse) in der Nähe der Kläranlage zwischen der Niederkasseler Straße und dem Rhein. Das Kreuz wird Schildgens Kreuz genannt, was sich aus der Flurbezeichnung Schildchen ableitet. | S. CLEMENS PATRON BIT FVR VNS (Im Querbalken des Kreuzes) DIESESZ CREVTZ IST VON HENRICH WEINGART VND SYBILLA BELEKOSEN 1716 AVFFGERICHT WORDEN ZV EHREN DIESEN DER FVR VNS IST GESTORBEN | 1716    | A 3029        |
| weitere Bilder |                  | Arnoldstraße Karte                        | Der Bildstock aus dem Jahre 1757 befindet sich an der Arnoldstraße. In der Sockelvertiefung finden sich nicht nur die Initialen des Stifters, sondern auch die Darstellung eines Herzens. Die Verehrung des Herzens Jesu führte in Schwarzrheindorf zur Gründung einer Bruderschaft, die am 15. Juni 1756 päpstlicherseits bestätigt wurde. Die Herz-Jesu-Prozession der Bruderschaft wurde alljährlich nach dem Herz-Jesu-Fest durchgeführt. Man geht davon aus, dass der Bildstock an der Vilicher Straße und Grabenstraße, der Bildstock am Pastorat, das Vilicher Heiligenhäuschen und der hier beschriebene Bildstock die vier Segens-Stationen der ursprünglichen Herz-Jesu-Prozession waren. | In der Sockelvertiefung finden sich nur die Initialen des Stifters: I W (es handelt sich um den Canonicus J. Worm) | 1757    | A 2015        |
| weitere Bilder |                  | Mehlemstraße/Lindenstraße Karte           | Das Grabkreuz aus dem Jahre 1727 befindet sich heute an der Dixstraße in einer Grünanlage südlich des Immunitätsbezirks der Schwarzrheindorfer Doppelkirche. Das Kreuz stammt vom Vilicher Friedhof. Es wurde 1910 an den zweiten Weg, der von der Bergheimer Straße in Schwarzrheindorf zur Kläranlage abgeht versetzt. Dort befand sich bis dahin das sogenannte Magdalenenkreuz (heute an der Doppelkirche). Später, um 1960, wurde das Kreuz an seinen jetzigen Standort versetzt. Die Kreuzinschrift besagt, dass am 2. November 1727 Eva Berchem, Ehefrau von Johannes Langen, starb. Die vier Buchstaben GGDS stehen für die Anfangsbuchstaben der Bitte: Gott, Gnade der Seele.             | 1727 DEN 2. 9 VBER INRI STARB EEVA BERCHEM IONNES LANGEN ELEVT GGDS |         |               |
| weitere Bilder | Magdalenenkreuz  | Dixstraße 41 Karte                        | Der Bildstock befindet sich heute am Pastorat in Schwarzrheindorf (Dixstraße 41). Bis 1910 stand er an dem zweiten Weg, der von der Bergheimer Straße in Schwarzrheindorf zur Kläranlage abgeht. Es wird vermutet, dass sich dort der Galgen von Schwarzrheindorf befand und der Bildstock die zum Tode verurteilten an die Reue erinnern sollte, die die Büßerin Magdalena über ihr früheres Leben gehabt hat. Auf einer Fotografie, die der Publikation „Die Doppelkirche von Schwarzrheindorf“ entnommen wurde, ist erkennbar, dass sich auf dem Kreustamm früher noch ein Querbalken und der sogenannte Hut befand.                                                                             | MAGDALENA POENITENS LOCO NIEDERFELD; NE AMPLIUS VIOLARETUR SUB ECCLESIAE UMBRA COLLOCATA EST. A.D.MDCCCCX (Übersetzung: Die Büßerin Magdalena bisher im Niederfeld, damit (die Figur) nicht weiter zerstört werde, in den Schatten der Kirche gebracht im Jahre des Herrn 1910) |         | A 488         |
| weitere Bilder |                  | Grabenstraße/Vilicher Straße Karte        | Der Bildstock aus dem Jahre 1757 befindet sich heute an der Ecke Vilicher Straße und Grabenstraße. | PETRUS BERChEM SCHhAbINUS SSYbILLA STILDORFF POSUERUNT AD HONOREM DIE GLORIAM ANO 1757 (Übersetzung: Peter Berchem, Schöffe, Sibylla Stieldorf haben (mich) errichtet zur Ehre Gottes (und seinem) Ruhm im Jahre 1757) | 1757    | A 2038        |
| weitere Bilder |                  | Rheindorfer Straße/An der Wolfsburg Karte | Das Wegekreuz aus dem Jahre 1724 befindet sich an der Ecke Wolfsgasse und An der Wolfsburg. Die Inschrift wurde durch Heinrich Neu am 26. Mai 1935 notiert, sie ist heute durch Farbanstriche und Witterungseinflüsse kaum noch sichtbar. | 1724 (über der Muschelnische) JACOB BAER VND ELISABETH LANGEN ELEVTH HABEN DEES CREVTZ AVFF GERICHT | 1724    | A 3229        |
| weitere Bilder |                  | Rheindorfer Straße/Clemensstraße Karte    | Das Wegekreuz aus dem Jahre 1860 befindet sich heute an der Ecke Clemensstraße und Dixstraße, dem Dorfplatz von Schwarzrheindorf. Das Kreuz stand früher auf einem freien Platz, dem sogenannten Büchler Platz. Hierbei handelte es sich um das Straßenstück von der Rheindorfer Straße bis zum Anfang der Clemensstraße. | Zur dankbaren Erinnerung unseres Erlösers Jesus Christus, die Fürbitte der seeligen Jungfrau Maria, der h. zwölf Apostel und aller lieben Heiligen sowie des h. Clemens zu erlangen. Durch milde Beiträge gestiftet im Jahre des Heils 1860 am Aposteltage Mathias 24. Febr. Dank und Ehre sei allen und gelobt sei Jesus Christus in alle Ewigkeit.                               | 1860    | A 184         |
| weitere Bilder | Stompe Kröcks    | Werdstraße Karte                          | Das Stumpfe Kreuz (Stompe Kröcks) genannte Wegekreuz aus dem Jahre 1741 befindet sich heute vor dem Rheindamm in Vilich-Rheindorf, in Verlängerung der Werdstraße. Das Kreuz wurde 1890 als 8. Station einer Römerfahrt genannt. Bis 1860 befand sich das Kreuz auf dem Bücheler Platz in Schwarzrheindorf. | ALES MEINEM GOT ZV EHREN 1741 | 1741    | A 3098        |
| weitere Bilder | Petruskreuz      | Petrusstraße Karte                        | Der Bildstock, der Petrus-Kreuz genannt wird, wurde 1758 errichtet und befindet sich heute am Pastorat der Doppelkirche St. Maria und Clemens, am Fußweg zur Petrusstraße. Der Bildstock befand sich früher mehr westlich an der Petrusstraße (früher Am Gesetz). Das Wort Fundater (richtig geschrieben Fundator) verweist auf die Stifterin. | 1758 DEN 7. DECEMPER HAT PETER BRAVN VNT CATHRINA BREME(R)S EHLEVT VRSLA SCHMITZ FVNDATER Zum Andenken an Pius XI. 50 Jähr. Priester u. 25. Jähr. Pabst. Jubiläum von der Pfarrgemeinde erneuert 11. April 1869 u. 16. Juni 1871 H.Petrus bitt für uns! | 1758    | A 2083        |
| weitere Bilder | Gensemer Kreuz   | Gensemer Straße Karte                     | Das Gensemer Kreuz genannte Wegekreuz aus dem Jahre 1724 befindet sich heute auf dem Rheindamm (Von-Hobe-Deich) vor der Kläranlage. Das Kreuz stand ursprünglich näher am Rhein, und zwar an einem Baumgarten des Gutsbesitzers Franz Heinrich Josef Mehlem. 1810 wurde es zum Vilicher Friedhof gebracht und 1824 wieder an seinen alten Platz versetzt. Beim Bau des Hochwasserdamms bekam das Kreuz seinen heutigen Standort. | Über der Muschelnische: HERR ERBARME DICH VNSER; Auf dem Sockel: DIESE CREVTZ IST VON HENDER ICH WEINGARTS VND SEBILLA BELLENGAVSENS EHELEVTH AVFF GERICHT ZV EHEREN IESVS VND MARIA 1724; Auf der vor dem Kreuz liegenden Trittstufe: ALLES MEINEM GOTT ZV EHREN GIB O IESV GNAT DARZV; Auf der linken Steinsäule: HERR GETENCK MEINER; Auf der rechten Steinsäule: AN MEINEM ENT | 1724    | A 3063        |
| weitere Bilder | Köppe-Krücks     | Kommentalweg Karte                        | Das Köppe-Krücks genannte Wegekreuz aus dem Jahre 1705 befindet sich heute am Kommentalweg, Niederkasseler Straße. Das Kreuz stand ursprünglich auf der anderen Seite der Niederkasseler Straße. Der Name Köppe-Krücks leitet sich aus der Flurbezeichnung An der Küppe ab. | Die Inschrift – heute zum größten Teil verwittert – befand sich auf den Längs- und Querbalken des Kreuzes, weil auf dem Schaft die Anbringung der Schrift schlecht möglich war. Sie beginnt – auch heute noch – mit der Jahreszahl 1705. | 1705    | A 2153        |